# Gəgiran
Gəgiran è un comune dell'Azerbaigian situato nel distretto di Lənkəran.